# بحران گروگان‌گیری ۲۰۱۶ ایروان
روز یکشنبه ۱۷ ژوئیه ۲۰۱۶ مردان مسلح به یک پاسگاه پلیس در ناحیه اربونی ایروان پایتخت ارمنستان یورش بردند. آنها خواستار آزادی ژیرایر سفیلیان، یکی از رهبران مخالف دولت این کشور شدند. گروگان‌گیران همچنین از مردم دعوت کرده‌اند به خیابان‌ها بریزند. سه تن در جریان این گروگان‌گیری کشته شد و مهاجمان تعدادی از کارکنان از جمله والری هوسپیان، رئیس پلیسِ این مرکز را به گروگان گرفتند. سفیلیان یک فرمانده نظامی و فعال سیاسی است که ۲۰ ژوئن در ارمنستان بازداشت شده‌است. به گفته مقامات وی در حال برنامه‌ریزی کودتایی علیه دولت بود. پیشتر آقای سفلیان در سال ۲۰۰۶ نیز با اتهام فراخوان برای سرنگونی دولت به تحمل ۱۸ ماه زندان محکوم شده بود و سال ۲۰۰۸ آزاد شده بود.